# Bronzes rituals xinesos

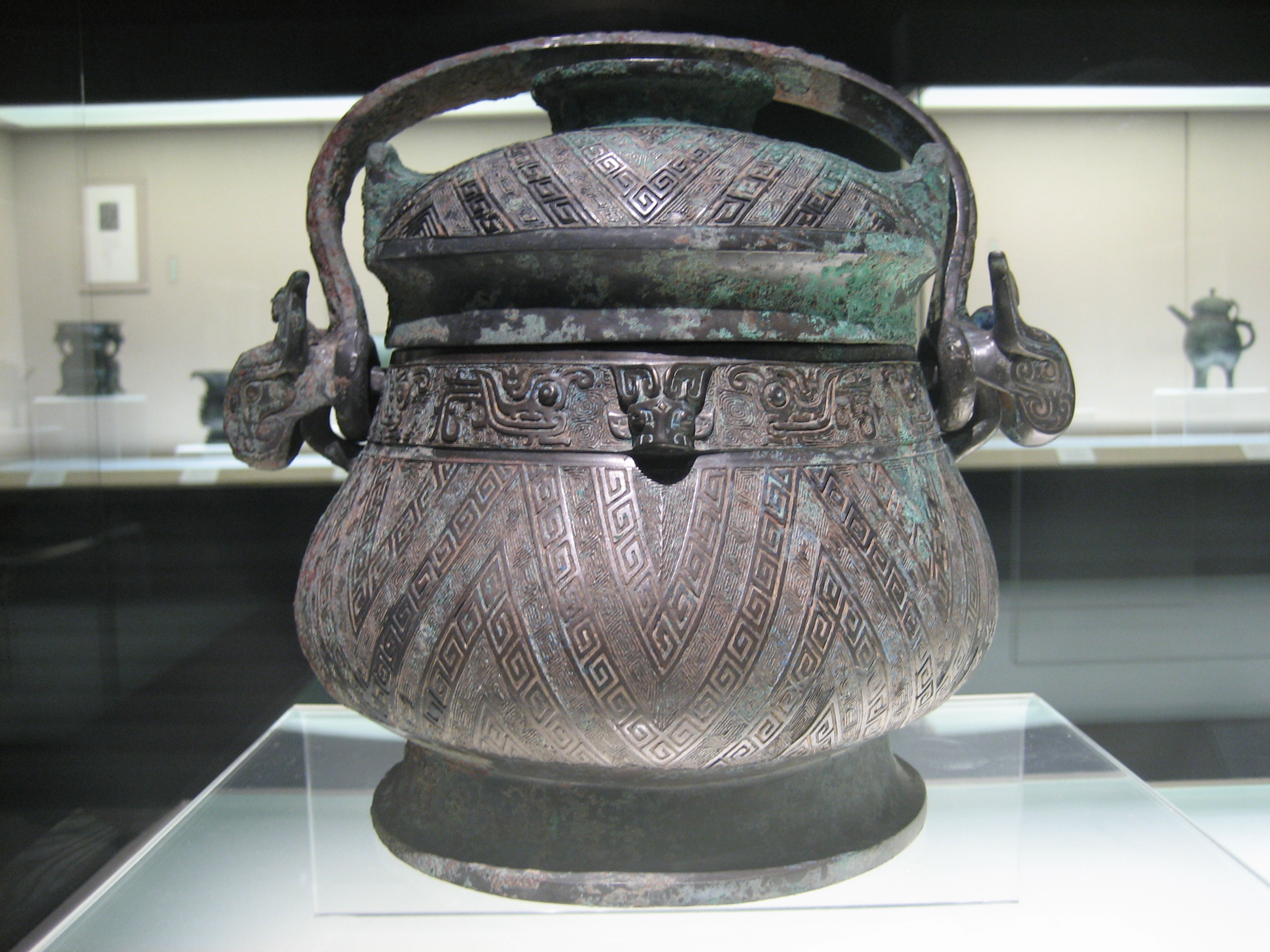
Gui amb un patró de decoració en ziga-zaga, Dinastia Zhou, Museu de Shanghái.

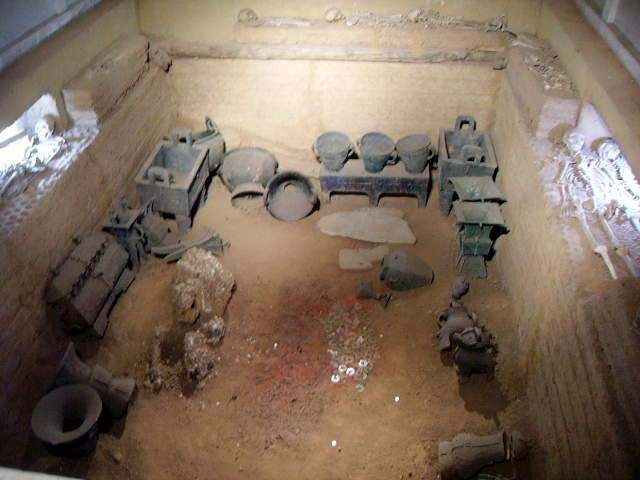
Fossat d'enterrament a la Tomba de Fu Hao, com es mostra en exposició.

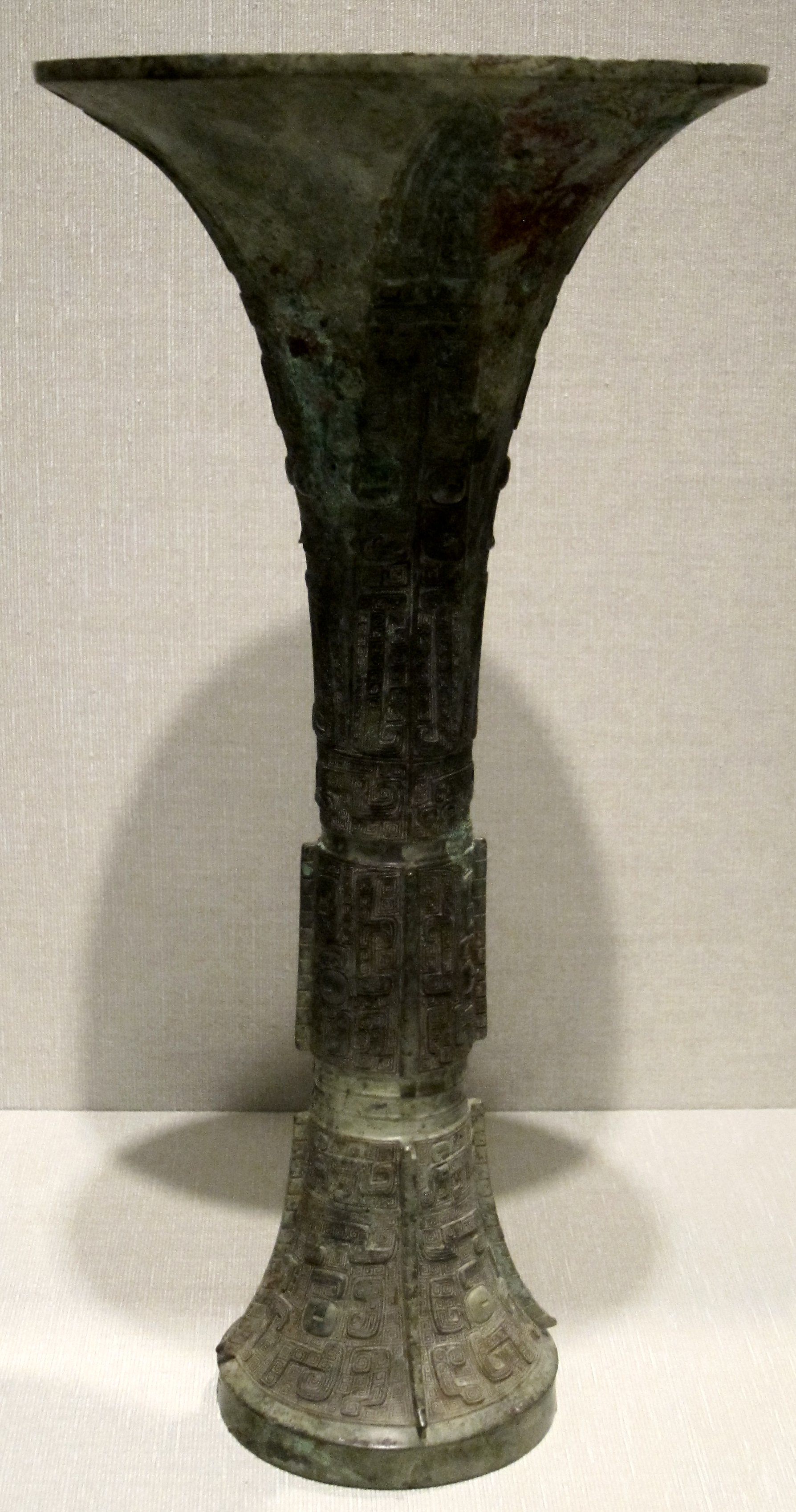
Gū (觚), copa de vi alta.

Els conjunts de Bronzes rituals xinesos són els objectes supervivents més impressionants de l'edat del bronze xinesa. Durant la dinastia Shang, la Xina es va convertir en una de les civilitzacions més hàbils en el treball de bronze del món antic, ja que el poble fonia metall per fer estris de cuina, eines, armes i d'altres articles per la llar. Els arqueòlegs moderns veuen aquesta preservació de com vivien els antics xinesos interpretant les pintures de laca sobre fusta que van ajudar a preservar antics artefactes de bronze xinesos. Datats a la ratlla de 1650 aC., aquests gots elaborats amb decoracions van ser dipositats com a béns funeraris en les tombes de la reialesa i la noblesa, i evidentment van ser produïts en gran nombre, hi ha excavacions documentades en què es van trobar més de 200 peces en una única tomba reial. Van ser produïts perquè un individu els usés en ofrenes rituals de menjar i beure als seus avantpassats en temples familiars o salons cerimonials sobre tombes, o més aviat en banquets rituals on participaven membres d'una família; els primers registres literaris parlen d'aquests. A la mort del propietari, serien col·locats en la seva tomba, perquè pogués continuar presentant els seus respectes a l'altra vida; d'altres exemples van ser emesos específicament com a béns funeraris.

## Utilització
Els bronzes són algunes de les peces més importants de l'art xinès antic, el que justifica un catàleg complet per separat en les col·leccions d'art imperial. L'Edat de Bronze Xina va començar a la dinastia Xia —al voltant de 2070 - al voltant de 1600 aC.—, i els recipients rituals de bronze formen la major part de les col·leccions de les antiguitats xineses, assolint el seu apogeu durant la dinastia Shang (1600-1046 aC.) i la primera part de la dinastia Zhou (1045-256 aC).
La majoria dels artefactes de bronze antics xinesos que van sobreviure són formes rituals en lloc dels seus equivalents fets per a ús pràctic, ja sigui com a eines o com a armes. Les armes com a dagues i destrals tenien un significat sacrificial, simbolitzant el poder celestial del governant. Les fortes associacions religioses d'objectes de bronze van portar un gran nombre de tipus d'atuells i formes que es van considerar clàssiques i totèmiques i es van copiar, sovint en altres medis, com la ceràmica xinesa, en els períodes subsegüents de l'art xinès.
Els rituals de l'antiga Xina descriuen minuciosament a qui se'l va permetre usar quina mena d'atuells de sacrifici i que quantitat. El rei de Zhou va usar 9 dings i 8 atuells gui, un duc podia usar 7 dings i 6 guis, un baró podia usar 5 dings i 3 guis, un noble podia usar 3 dings i 2 guis. Pel que fa a les troballes arqueològiques reials, la tomba de Fu Hao, una reina Shang inusualment poderosa, contenia un conjunt de vasos rituals, que sumen més de dos-cents, que també eren molt més grans que els vint-i-quatre atuells de la tomba d'un noble contemporani. El seu estatus superior hauria estat clar no només per als seus contemporanis, sinó també, es creia, per als seus avantpassats y d'altres esperits. Moltes de les peces van ser foses amb inscripcions fent servir la forma pòstuma del seu nom, el que indica que es van fer especialment per a l'enterrament en la tomba.

## Classificació de peces a la col·lecció Imperial

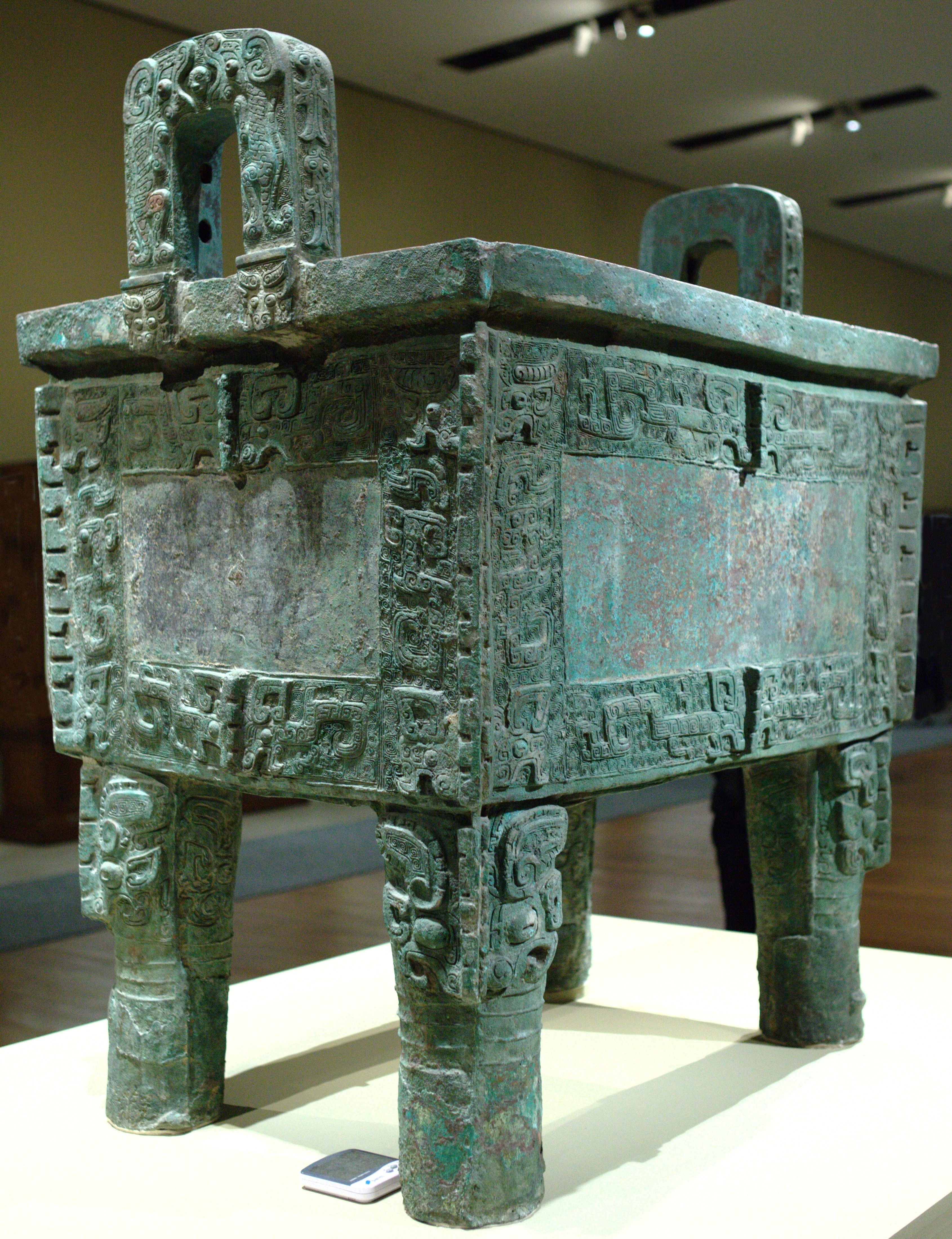
Houmuwu ding (xinès=后母戊鼎), al Museu Nacional de la Xina.

L'apreciació, creació i col·lecció de bronzes xinesos com a peces d'art i no com a elements rituals va començar a la dinastia Song i va assolir el seu apogeu en la dinastia Qing durant el regnat del emperador Qianlong, l'enorme col·lecció del qual es registra en els catàlegs coneguts com a Xiqing gujian i Xiqing jijian (西 清 繼 鑑). Dintre d'aquests dos catàlegs, el bronze es categoritza d'acord amb el seu ús:
- Recipients de sacrifici (祭器, jìqì),,
- Vasos de vi (酒器, jiǔqì),
- Vasos de menjar (食 器, shíqì),
- Recipients d'aigua (水 器, shuǐqì),
- Instruments musicals (樂器, yuèqì)
- Armes (兵器, bīngqì),
- Contenidors de mesura (量器, liángqì),
- Diners antics (錢幣, qiánbì), i
- Diversos (雜 器, záqì).

Els més apreciats són en general els destinats a sacrifici i al vi, que formen la majoria de la majoria de les col·leccions. Sovint aquests recipients estan realitzats amb decoracions de dissenys de «taotie».

### Recipients de sacrifici
- Ding (鼎). Atuell de sacrifici (祭器), originàriament una caldera per cuinar i emmagatzemar carn (食 器). El prototip Shang té un bol rodó, més ample que alt, amb tres potes (足); hi ha dues nanses curtes a cada costat (耳). Els exemples posteriors es van fer cada vegada més grans i es van considerar una mida de poder. Està documentat com la classe més important de bronze xinès en termes de la seva importància cultural. Hi ha una variació anomenada fāngdǐng (方 鼎) que té un bol quadrat i quatre potes a cada cantonada. Existeixen formes estranyes amb tapadores 西 清 古 鑒; conté més de dos-cents exemples, i aquest és el recipient més respectat de tots els bronzes xinesos.
- Dòu (豆). Atuell de sacrifici (祭器) que originàriament era un recipient de menjar. Bol pla, cobert d'una tija llarga.
- Fǔ (簠). Plat rectangular, triangular e] secció transversal vertical. Sempre amb una tapa en forma de plat.
- Zūn (尊 o 樽 o 鐏). Va] de vi i recipient de sacrifici (器 為 盛 酒 亦 也 也 也). Copa de vi cilíndrica alta, sense nanses o potes. La boca acostuma a ser una mica més ampla que el cos. A la fi de la dinastia Zhōu (周), aquest tipus d'atuell es va tornar excessivament elaborat, sovint prenent la forma d'animals i abandonant la forma tradicional. Aquests últims tipus es distingeixen de gōng (觥) en tenir una boca petita, aproximadament circular. Aquesta mena de recipient forma el segon grup més gran d'objectes en el Xiqing gujian, després del dǐng (鼎).
- Zǔ (俎). Plataforma rectangular plana amb potes quadrades a cada cantonada. No representat en el Xiqing gujian.
- Yí (彝). Recipient de sacrifici. Existeixen dues formes: A. Gran olla rodona amb dues nanses; B. Contenidor alt tipus caixa, la base més angosta que la boca amb una tapeta similar a un sostre. Més tard es va convertir en un nom genèric per a tots els vasos sacrificials.

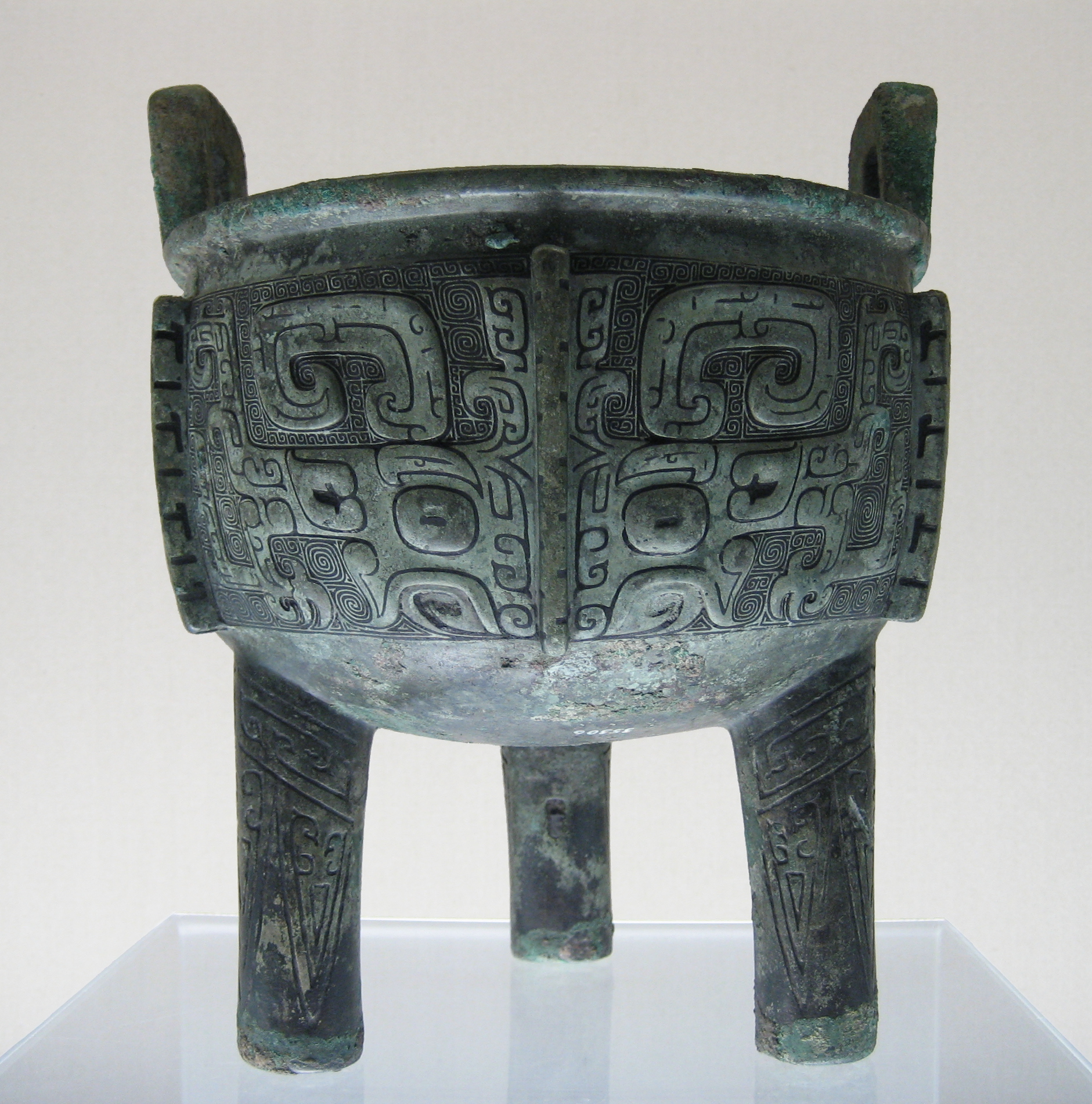
Dǐng de finals de la dinastia Shang.
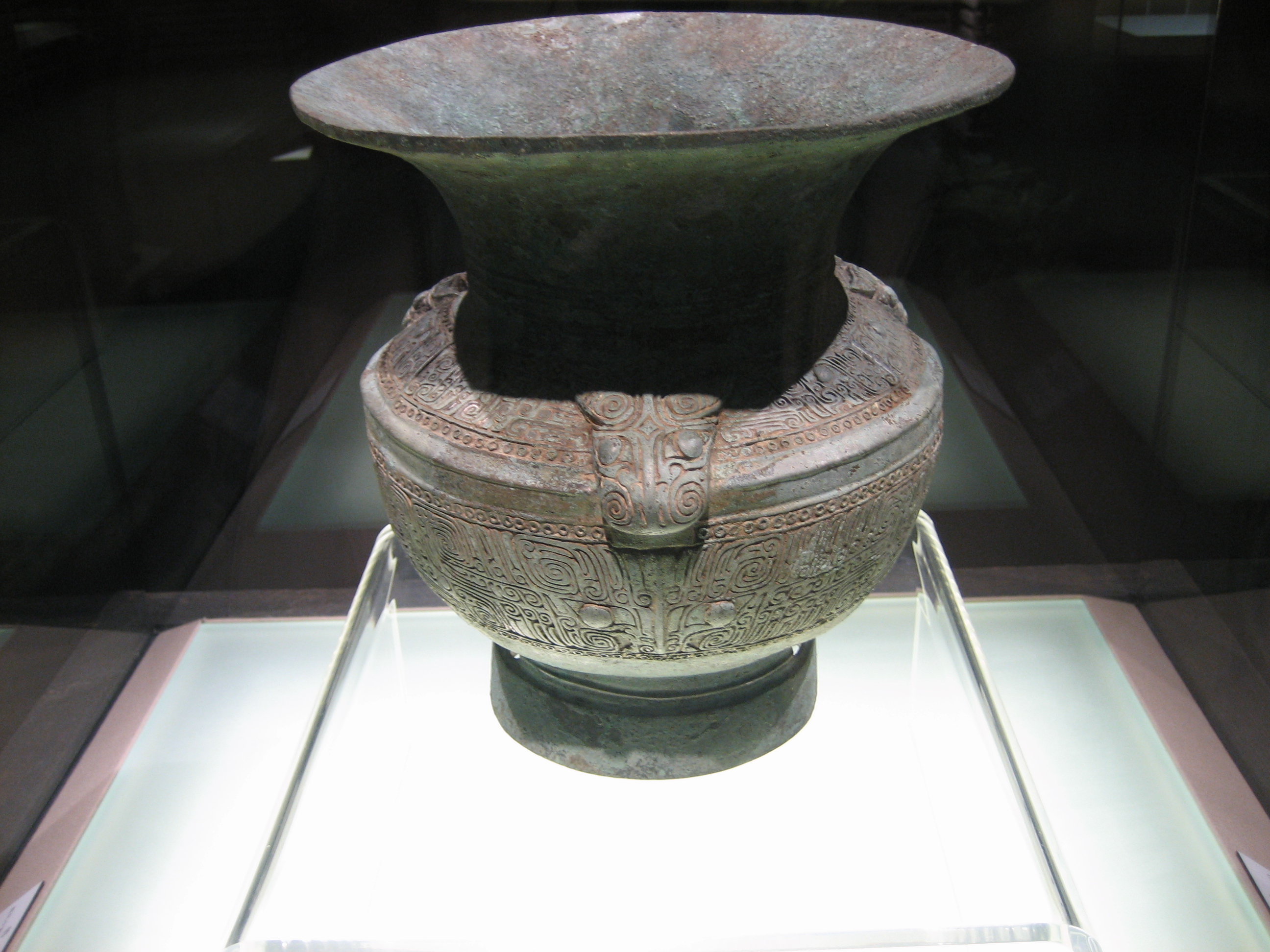
Forma original de zun amb decoració taotie, Shang.
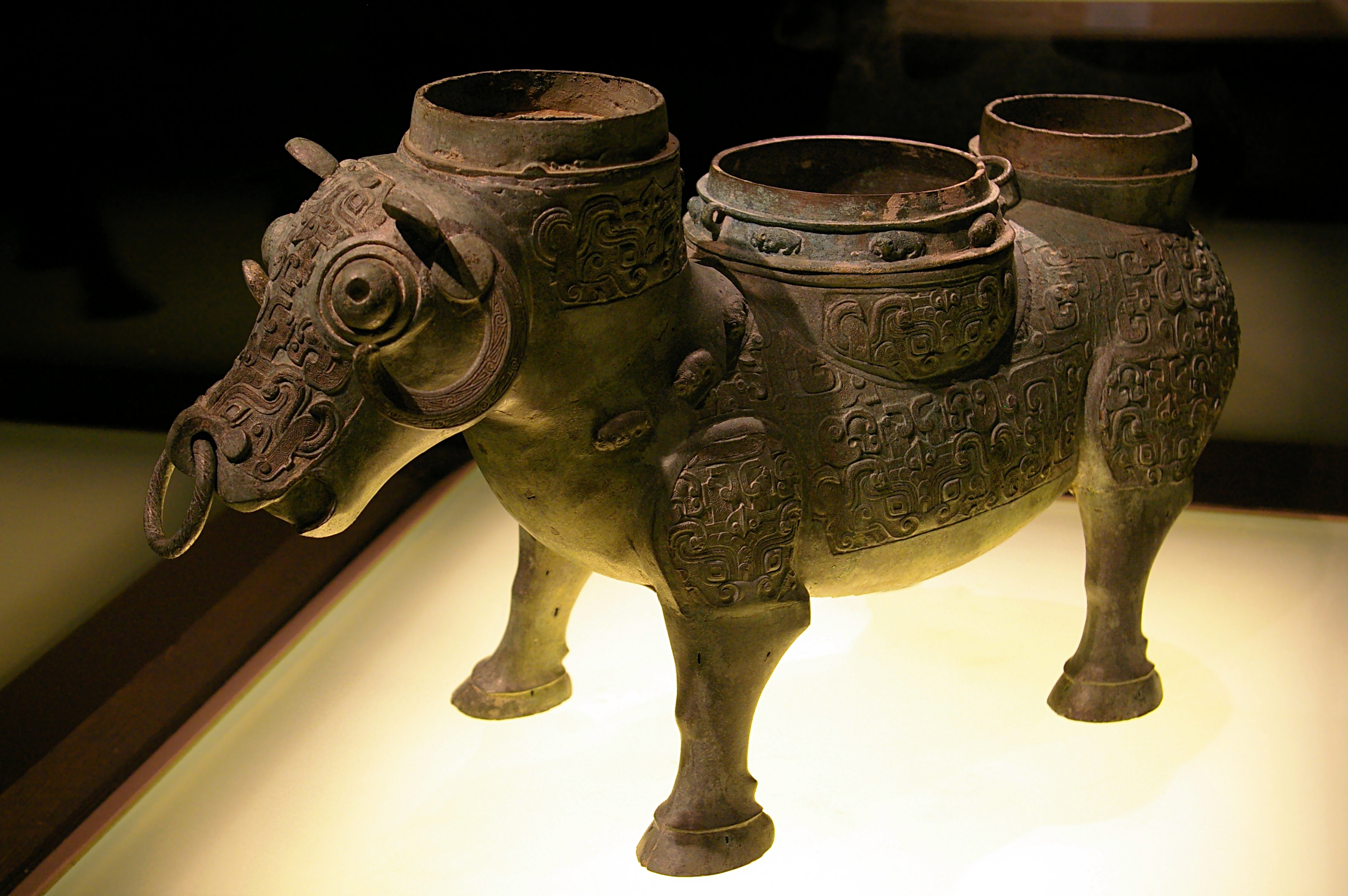
Un altre zun en forma de bou.

### Vasos de vi

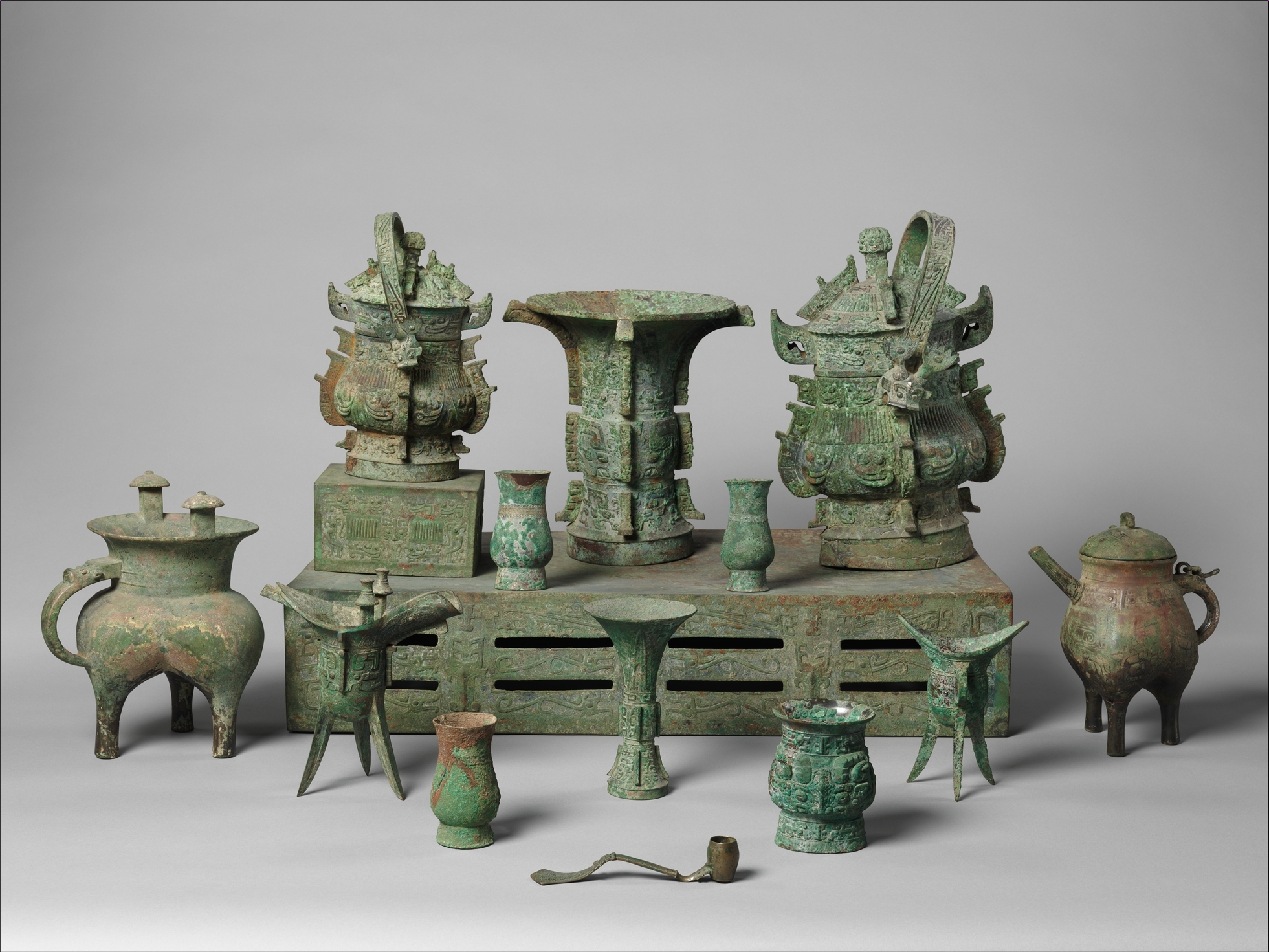
Varietat de gots de vi al voltant d'un altar, Dinastia Zhou de l'oest, Museu Metropolità d'Art.

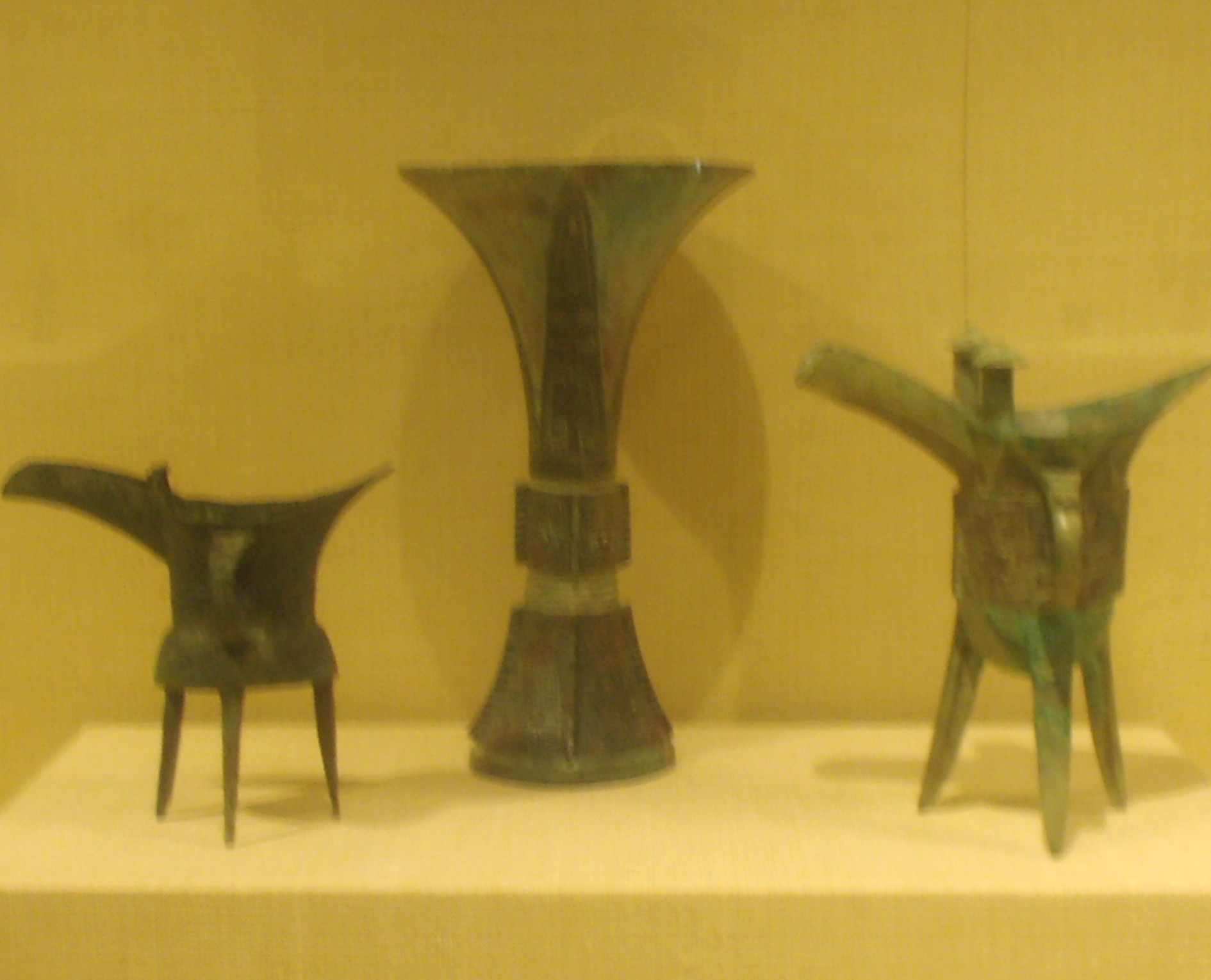
Dos Jue entre un Gū, tots pertanyents a la dinastia Shang.

- Gōng (觥,no pronunciat guāng): recipient de vi sovint allargat i tallat en forma d'un animal. Sempre hi ha una tapa i la boca en general cobreix la longitud del recipient. Aquesta no és una classificació utilitzada en el Xiqing gujian; els objectes d'aquest tipus es classifiquen en 匜.
- Gū (觚):copa de vi alt sense nanses, la boca més gran que la seva base.
- Gui (簋): un bol amb dues nanses.
- Hé (盉): un vas de vi amb forma de tetera amb tres potes. Té un mànec (pàn 鋬) i un bec recte que apunta en diagonal cap amunt.
- Jiǎ (斝): una caldera per escalfar el vi. Com si fos un dǐng (鼎) exceptuant que el cos és més alt que ample, i pot tenir dos pals (柱) pegats cap amunt des del caire de la vora, actuant com a nanses.
- Jué: (no pronunciat jiǎo): una copa de vi similar a 爵, exceptuant que el bec i l'extensió de l'ala són idèntics i hi ha una coberta.
- Jue (爵): una copa de vi amb tres potes, un bec (流) amb una extensió de la vora punxegut (尾) diametralment oposada, més un mànec (鋬).
- Léi (罍): got per a vi amb cos rodó, coll, tapa i nansa a ambdós costats de la boca.
- Lì (鬲): calderó amb tres potes. Similar a un dǐng (鼎) exceptuant que les potes es mesclen amb el cos o tenen grans inflors a la part superior.
- Zhī (卮 / 巵 / 梔): atuell de vi, i també un recipient de mesura. Com si fos un píng (瓶), excepte més curt i més ample.
- Zhōng (鍾): un recipient de vi sense nanses.
- Zun (尊 / 樽 / 鐏): atuell de vi i recipient de sacrifici (器 樽 盛 酒 亦 也 也 也). Copa de vi cilíndrica alta, sense nanses o potes. La boca acostuma a ser una mica més ampla que el cos. A la fi de la dinastia Zhou, aquest tipus d'atuell es va tornar excessivament elaborat, sovint prenent la forma d'animals i abandonant la forma tradicional. Aquests últims tipus es distingeixen del gōng (觥) en retenir una boca petita, aproximadament circular. Aquesta mena de recipient forma el segon grup més gran d'objectes en el catàleg Xiqing gujian, després del dǐng (鼎).

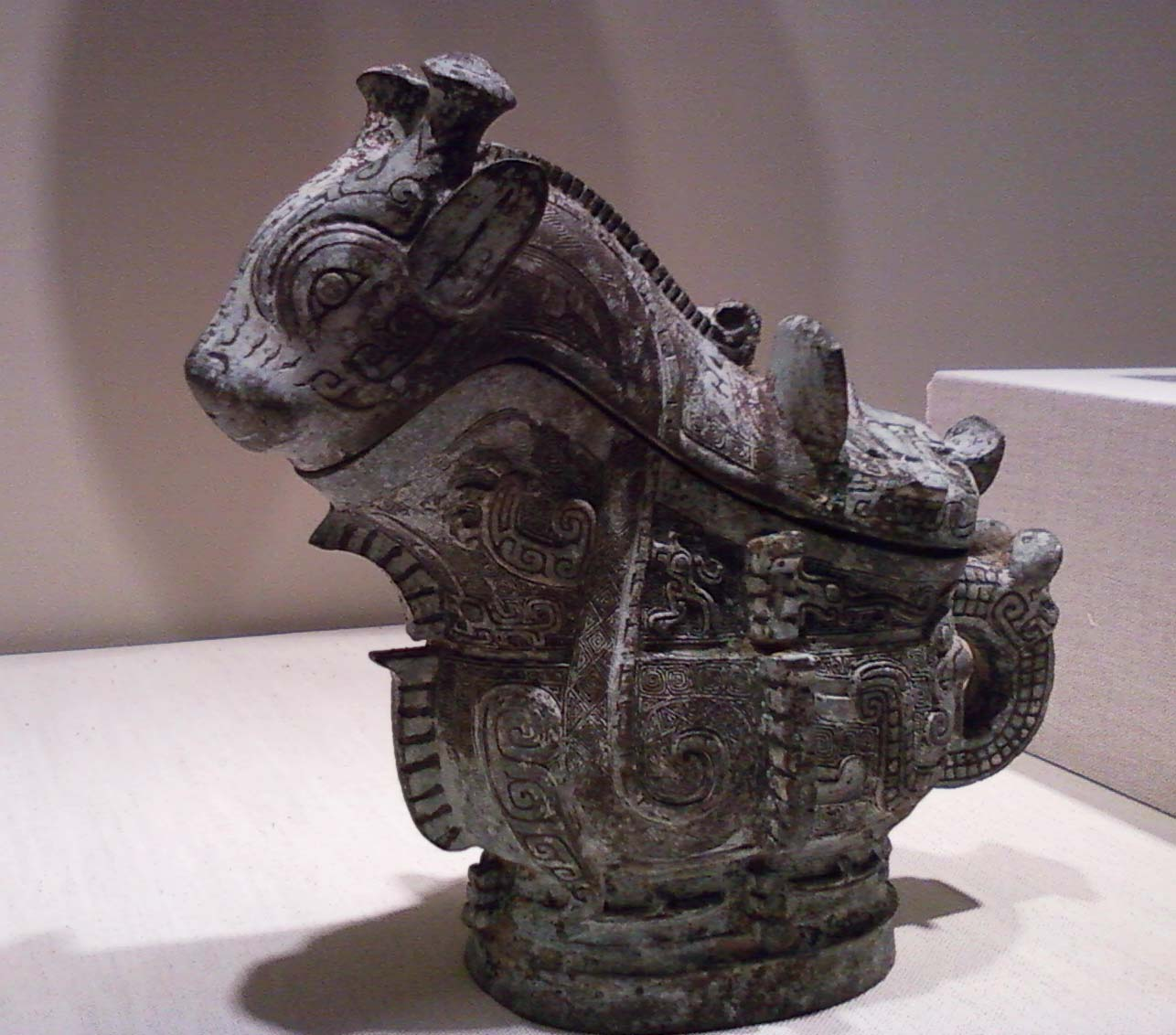
Servidor de vi (guang), Indianàpolis Museum of Art, Catàleg 60.43 -
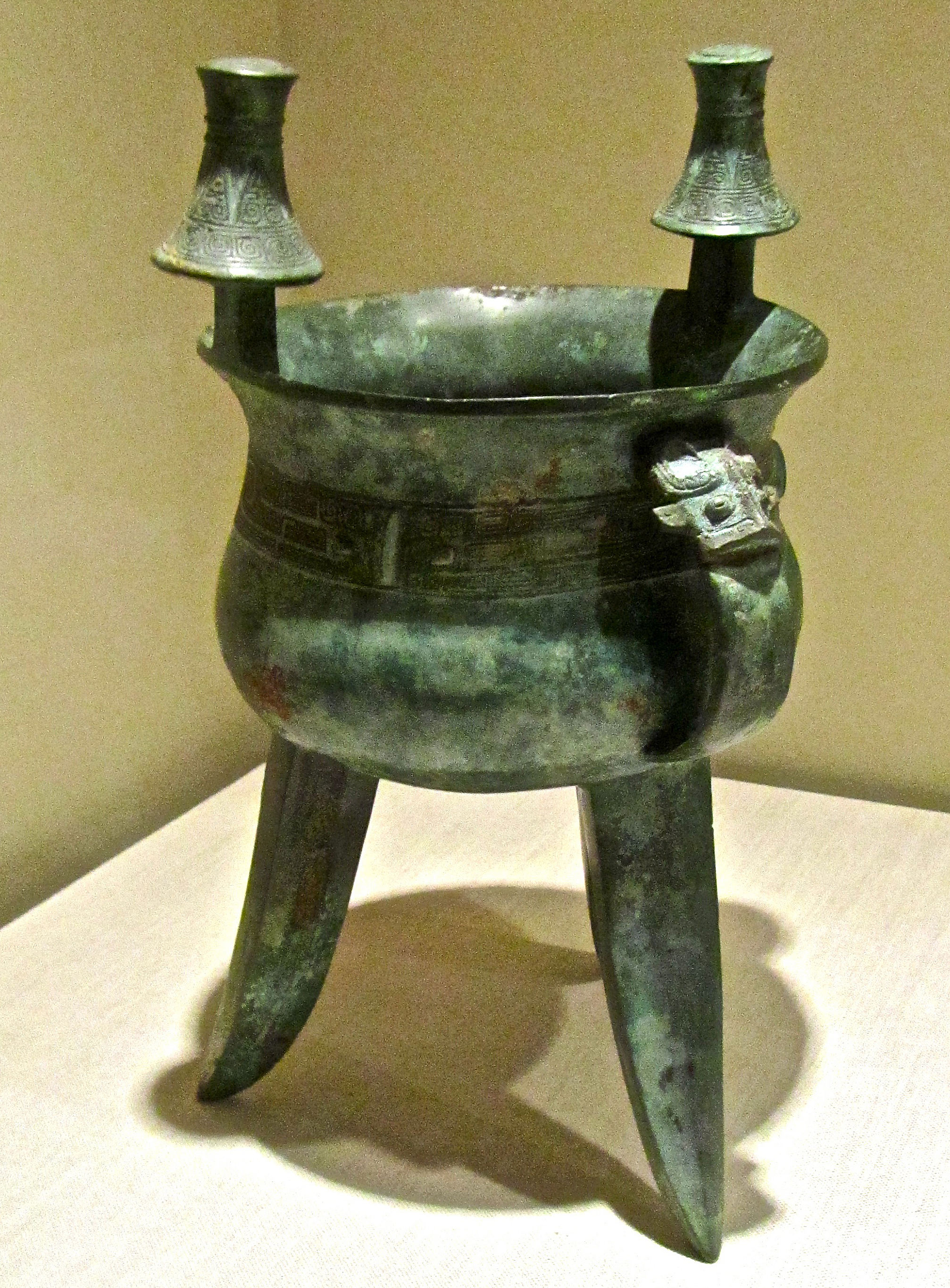
Jue.
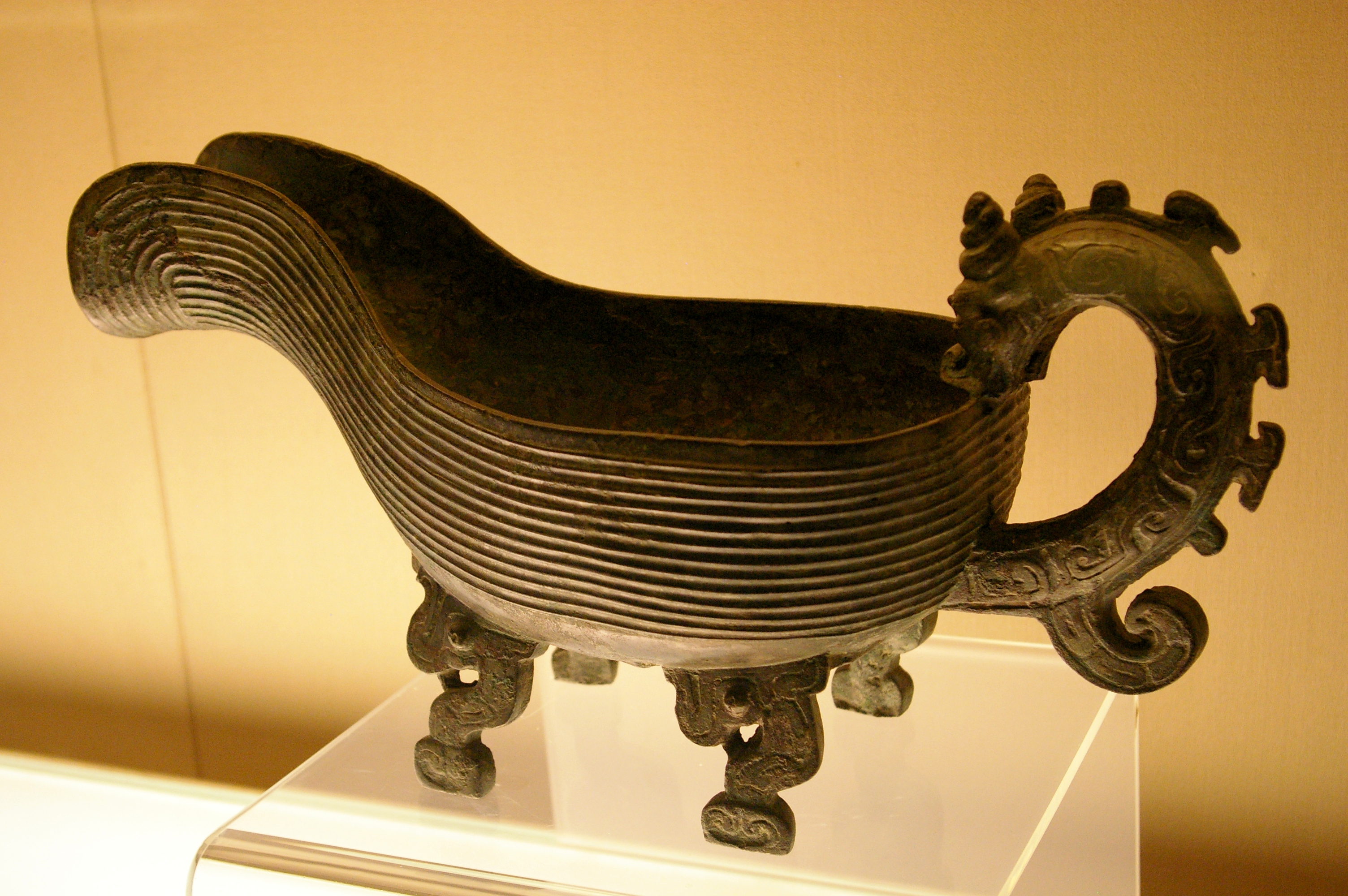
Abocador d'aigua Yí, de la Tomba del marquès Yi de Zeng.

### Vasos de menjar

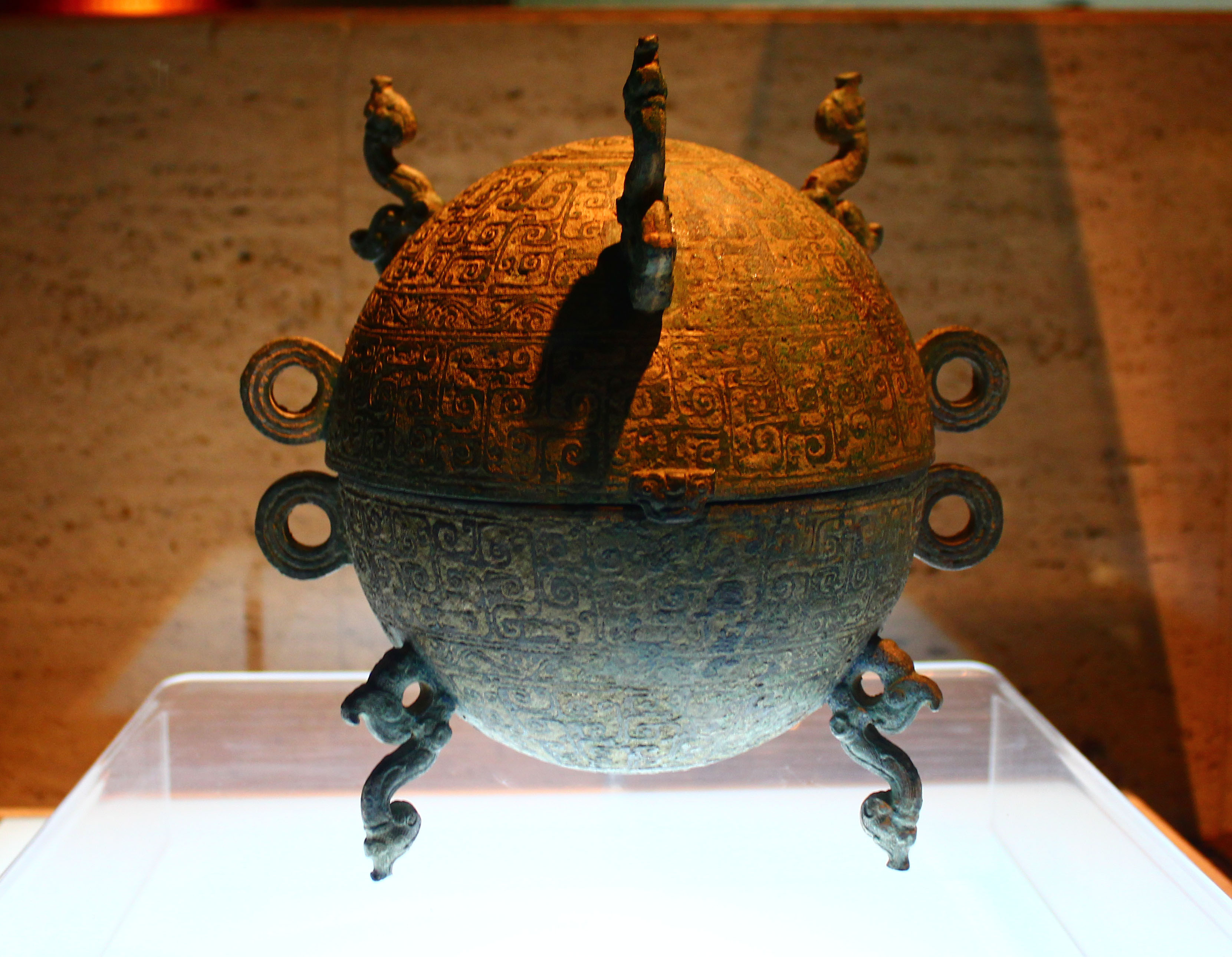
Dui amb patró decoratiu de núvols geomètrics, període dels Regnes Combatents.

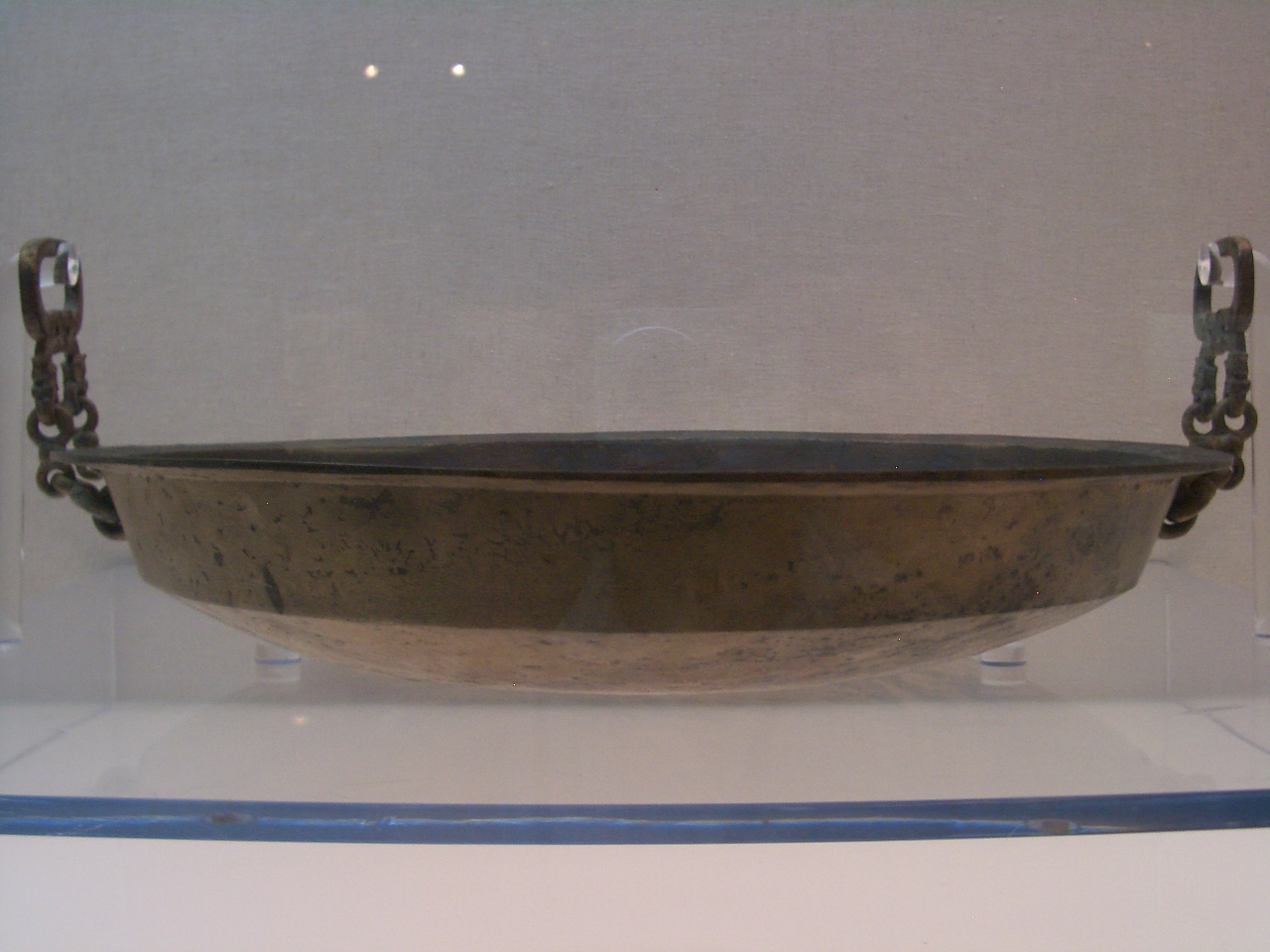
Tipus d'atuell Pan, sense potes.

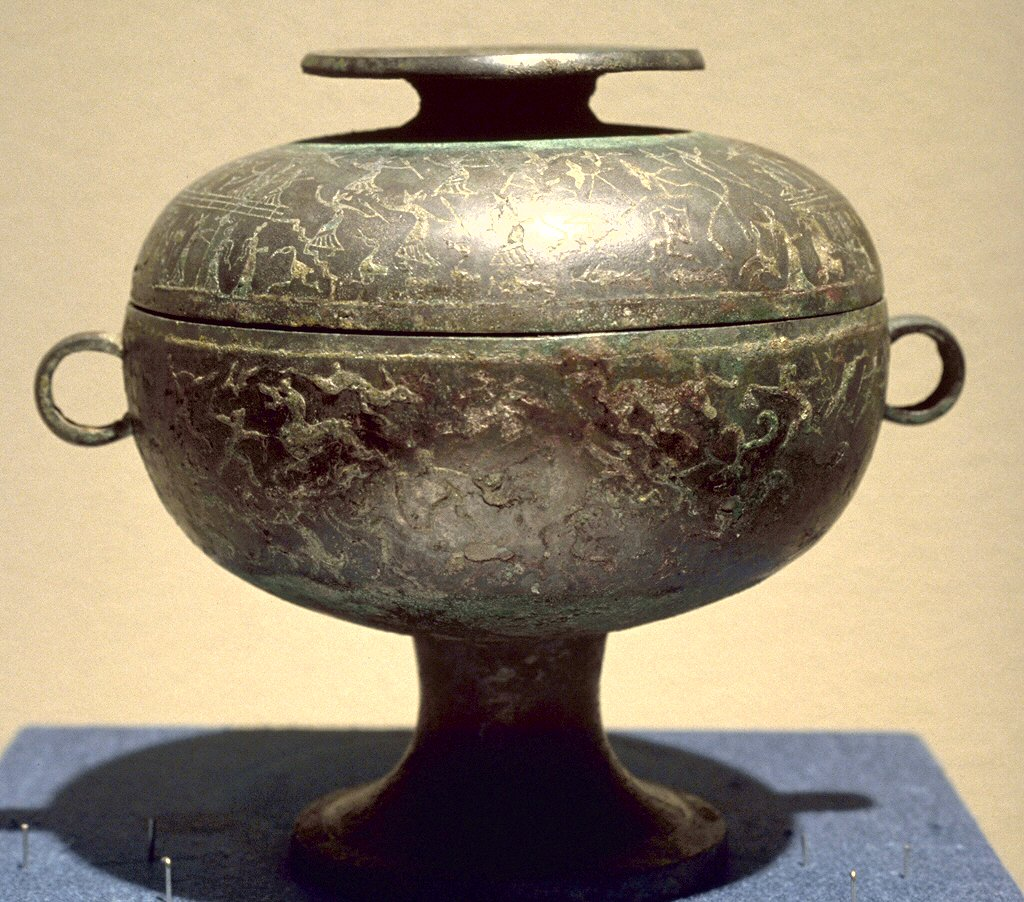
Contenidor d'aliments cobert (dou),. Walters Art Museum.

- Duì (敦, no pronunciat dūn): plat esfèric amb una coberta per protegir el seu contingut de la pols i d'altres contaminants.
- Pán (盤): plat corb rodó per al menjar. Pot no tenir potes, o pot tenir tres o quatre potes curtes.
- Yǒu (卣): olla coberta amb una sola nansa de baga col·locada en costats oposats de la boca del recipient.
- Zèng (甑): olla d'arròs; conegut com a 腹 va estar en Xiqing gujian. No té una categoria separada en 西 清 古.

### Recipients d'aigua
- Bù (瓿): veure pǒu (瓿)
- Dǒu斗: bol alt amb mànec llarg.
- Móu (鍪): gerro amb dues nanses. Les peces d'aquest tipus es classifiquen como hú (壺) en el Xiqing gujian.
- Píng (瓶): gerro alt amb un coll llarg i prim que s'obre a una boca estreta.
- Pǒu (瓿, pronunciat bù en la Xina): un petit bronze wèng (甕).
- Wèng (瓮 o 甕): gerra de ventre rodó i boca rodona sense peu per contenir l'aigua o el vi. Ara s'usa comunament per mantenir les cendres.
- Yàndī (硯 滴): recipient d'aigua per a una pedra de tinta; sovint en forma d'un animal amb un degotador llarg i prim per controlar la quantitat d'aigua dispensada.
- Yí (匜): un bol gerra amb un bec ; pot tenir una forma elaborada com un animal.
- Yú (盂): bol per a aigua. Pot tenir fins quatre nanses decoratives prop el vora; o ser sense vora.
- Zhì (觶): gerro de boca ampla, similar en forma a un hú (壺), però sense nanses.
- Zhōng (盅): copa petita sense nanses. No representat al Xiqing gujian.

### Instruments musicals
- Bó (鈸): platerets. No representat al Xiqing*gujian. Veure nàu (鐃).
- Gǔ (鼓): un tambor.
- Líng (鈴): una campana petita (es pot penjar de cintes). Aquest article no està representat al Xiqing gujian.
- Náo (鐃): platerets. No representat al Xiqing gujian. Vegeu també bó (鈸).
- Zhōng (鐘): una campana gran, que podria estar en una torre.

### Contenidors de mesura
- Zhī (卮 o 巵 o 梔): recipient de vi i també receptiu de mesura. Com si fos píng (瓶), excepte més curt i més ample.

### Diners antics
- Bù (布) o bùwén (布 文): diner antic (錢幣). Rectangular amb dues potes i un cap. Tipus de qián (錢)
- Fúyìnqián (符 印 錢): amulet taoista encunyat en forma de yuán (圓), en general amb un conjur a l'anvers i una imatge al revers.
- Qián (錢): diner antic (錢幣). Ben representat al 西 清 古 鑑; succeeix en tres tipus: 布, 刀, 圓
- Yuán (圓):També nomenat yuánbì,(圓 幣), yuánbǎo (元寶), o yuánqián (元錢). Monedes circulars amb un forat al mig, usualment fetes de coure o bronze; el que la majoria dels occidentals pensen com «diners xinesos». També vegeu fúyìnqián (符 印 錢).

### Miscel·lània

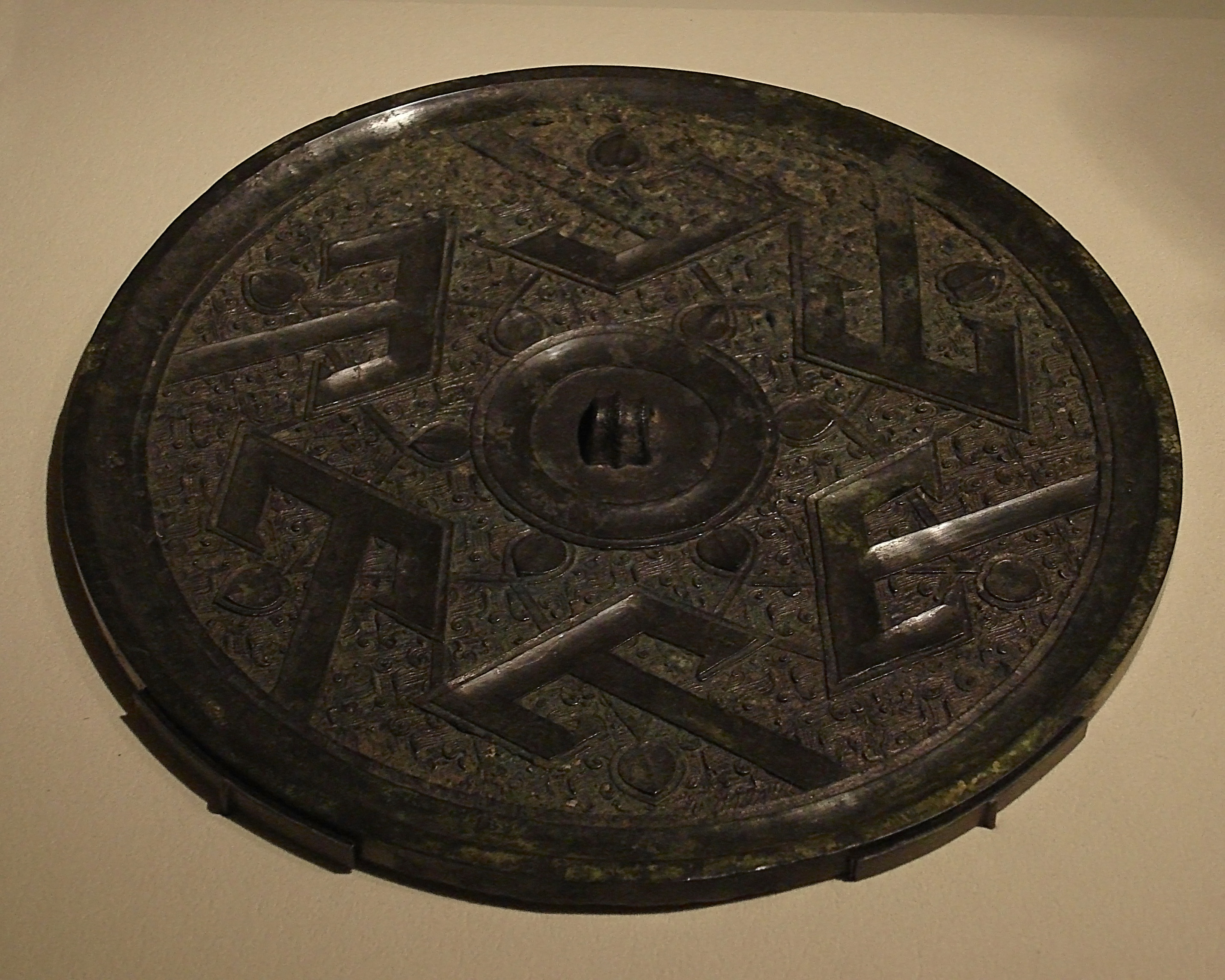
Un mirall de bronze (Jiàn) del Període dels Regnes Combatents (Xina) (475 - 221 aC)

- Biǎozuò (表 座): contenidor cilíndric amb motiu d'animal afegit. Només hi ha tres exemples al Xiqing gujian.
- Jiàn (鑑 o 鑒): es refereix a dos objectes diferents: un plat de bronze alt i ample per a aigua o un mirall de bronze circular, en general amb intricades ornamentacions a la part posterior. El significat modern és un mirall.
- Jue(钁): artefacte agrícola en forma de pic, però utilitzat com una aixada 西清古鑑, té només dos exemples; la rúbrica diu: 按說文大鉏也又博雅斫謂之钁 «Segons el Shouwen [un antic diccionari xinès] és una aixada gran, que els doctes nomenen jué». Únicament els caps de bronze dels dos exemples sobreviuen, perquè les nanses de fusta es van podrir fa molt de temps.
- Lú (鑪): braser. Aquests són un grup nebulosament classificat d'atuells de bronze i hi ha diverses sèries de formes: A. Pot ésser similar a un dǐng (鼎) amb potes molt curtes, dipositat en un pán (盤); ; o B., un duì (敦)

en un pán (盤); o C., dòu (豆)
en un pán (盤).
- Shūzhèn (書 鎮): pes del paper. Per regla general, de bronze sòlid, modelat en forma d'un animal recolzat o a la gatzoneta —tres gravats constan al Xiqing gujian.